# McHenry County (North Dakota)
Das McHenry County ist ein County im Bundesstaat North Dakota der Vereinigten Staaten. Der Verwaltungssitz (County Seat) ist Towner.

## Geographie
Das County liegt im Norden von North Dakota, ist etwa 50 km von der Grenze zu Kanada entfernt und hat eine Fläche von 4951 Quadratkilometern, wovon 97 Quadratkilometer Wasserfläche sind. Es grenzt im Uhrzeigersinn an folgende Countys: Bottineau County, Pierce County, Sheridan County, McLean County, Ward County und Renville County.

## Geschichte
McHenry County wurde am 4. Januar 1873 gebildet. Benannt wurde es nach James McHenry, einem frühen Siedler im südlichen Dakota-Territorium und Mitglied in dessen gesetzgebender Versammlung im Jahr 1865. Die abschließende Organisation des Countys erfolgte am 15. Oktober 1884.
Zwölf Bauwerke und Stätten des Countys sind insgesamt im National Register of Historic Places eingetragen (Stand 28. März 2018).

## Demografische Daten

Alterspyramide des McHenry County

Nach der Volkszählung im Jahr 2000 lebten im McHenry County 5.987 Menschen in 2.526 Haushalten und 1.699 Familien. Die Bevölkerungsdichte betrug 1 Einwohner pro Quadratkilometer. Ethnisch betrachtet setzte sich die Bevölkerung zusammen aus 98,73 Prozent Weißen, 0,08 Prozent Afroamerikanern, 0,40 Prozent amerikanischen Ureinwohnern, 0,03 Prozent Asiaten und 0,05 Prozent aus anderen ethnischen Gruppen; 0,70 Prozent stammten von zwei oder mehr Ethnien ab. 0,40 Prozent der Bevölkerung waren spanischer oder lateinamerikanischer Abstammung.
Von den 2.526 Haushalten hatten 28,3 Prozent Kinder und Jugendliche unter 18 Jahre, die bei ihnen lebten. 58,2 Prozent waren verheiratete, zusammenlebende Paare, 5,6 Prozent waren allein erziehende Mütter, 32,7 Prozent waren keine Familien, 29,8 Prozent waren Singlehaushalte und in 15,4 Prozent lebten Menschen im Alter von 65 Jahren oder darüber. Die Durchschnittshaushaltsgröße betrug 2,35 und die durchschnittliche Familiengröße lag bei 2,92 Personen.
Auf das gesamte County bezogen setzte sich die Bevölkerung zusammen aus 24,0 Prozent Einwohnern unter 18 Jahren, 5,9 Prozent zwischen 18 und 24 Jahren, 23,3 Prozent zwischen 25 und 44 Jahren, 25,1 Prozent zwischen 45 und 64 Jahren und 21,8 Prozent waren 65 Jahre alt oder darüber. Das Durchschnittsalter betrug 43 Jahre. Auf 100 weibliche Personen kamen 103,9 männliche Personen. Auf 100 Frauen im Alter von 18 Jahren oder darüber kamen statistisch 101,0 Männer.
Das jährliche Durchschnittseinkommen eines Haushalts betrug 27.274 USD, das Durchschnittseinkommen der Familien betrug 35.676 USD. Männer hatten ein Durchschnittseinkommen von 25.740 USD, Frauen 18.505 USD. Das Prokopfeinkommen betrug 15.140 USD. 12,0 Prozent der Familien und 15,8 Prozent Familien lebten unterhalb der Armutsgrenze. Davon waren 18,5 Prozent Kinder oder Jugendliche unter 18 Jahre und 16,8 Prozent waren Menschen über 65 Jahre.